# كينيث هارود
كينيث هارود (بالإنجليزية: Kenneth Harwood)‏ هو عالم حاسوب أمريكي، ولد في 12 يوليو 1924.